# Salvador Giménez Valls

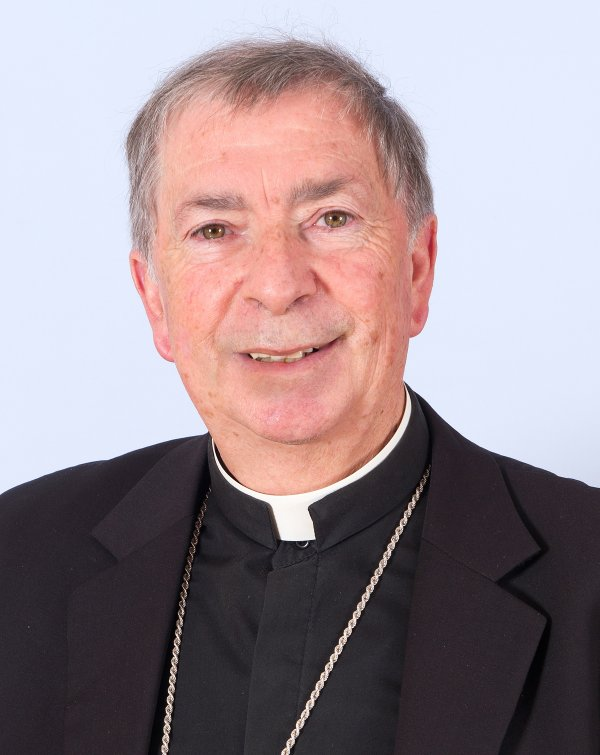
Bischof Salvador Giménez Valls

Wappen als Bischof von Menorca

Salvador Giménez Valls (* 31. Mai 1948 in Muro de Alcoy, Spanien) ist ein spanischer römisch-katholischer Geistlicher und emeritierter Bischof von Lleida.

## Leben
Salvador Giménez Valls empfing am 9. Juni 1973 das Sakrament der Priesterweihe für das Erzbistum Valencia.
Am 11. Mai 2005 ernannte ihn Papst Benedikt XVI. zum Titularbischof von Abula und zum Weihbischof in Valencia. Der Erzbischof von Valencia, Agustín García-Gasco Vicente, spendete ihm am 2. Juli desselben Jahres die Bischofsweihe; Mitkonsekratoren waren der emeritierte Erzbischof von Barcelona, Ricardo María Kardinal Carles Gordó, und der Erzbischof von Tarragona, Jaume Pujol Balcells.
Am 21. Mai 2009 ernannte ihn Papst Benedikt XVI. zum Bischof von Menorca. Papst Franziskus ernannte ihn am 28. Juli 2015 zum Bischof von Lleida. Die Amtseinführung fand am 20. September desselben Jahres statt.
Am 21. Mai 2025 nahm Papst Leo XIV. das altersbedingte Rücktrittsgesuch von Giménez Valls als Bischof von Lleida an.